# Gérald Gagnier
Gérald „Ray D'Ièse“ Gagnier (* 14. Oktober 1926 in Montreal; † 14. Januar 1961 Montreal) war ein kanadischer Komponist, Trompeter und Kapellmeister.

## Leben
Der Sohn des Musikers René Gagnier besuchte von 1939 bis 1945 das Séminaire de Trois-Rivières und studierte dann bis 1951 am Conservatoire de musique du Québec. Daneben besuchte er drei Jahre lang Sommerkurse bei Pierre Monteux. Er war dann Trompeter in der Canadian Grenadier Guards Band und unterrichtete von 1946 bis 1949 am Studio Labelle.
Im Rang eines Leutnants leitete er verschiedene Militärkapellen, darunter Anfang der 1950er Jahre die Fusiliers du Mont-Royal und von 1956 bis 1961 das Corps des magasins militaires royal canadien. Dazwischen war er 1951 stellvertretender Direktor der Opéra national du Québec.
Gagnier komponierte u. a. die sinfonische Dichtung Polyphème, ein Prélude für Klavier, eine Suite romantique für Streicher und die Rolandineries für Klavier.